# Иоанн IV Постник
Иоанн IV Постник (умер в 595) — Константинопольский патриарх в 582—595 годах. Почитается как святой в лике святителей, память в Православной церкви 30 августа (12 сентября) и 2 (15) сентября, в Католической церкви 2 сентября.
Сын бедных родителей; предполагал заниматься каким-либо ремеслом и не получил школьного образования, но, под влиянием одного монаха, стал строгим аскетом-постником и был посвящён в диаконы. Избранный в патриархи, он хотел было спастись от этого сана бегством, но был удержан. Отличался особой любовью к бедным и сам оставался всю жизнь бедняком. Его называли вместилищем добродетелей.
Иоанн Постник первым стал употреблять в отношении своей кафедры наименование «Вселенский патриархат», чем вызвал резкую критику со стороны папы римского святого Григория I Великого (Григория Двоеслова), который в противовес ему принял сохраняющийся за Папами до сих пор титул «Раб Рабов Божьих» («servus servorum Dei»).

## Сочинения
- «О покаянии» — наставление о распознавании и различении грехов;
- «Об исповеди» — наставления о том, как поступать священнику с кающимся (суровые правила Василии Великого об епитимьях здесь значительно ослаблены);
- «Послание к Деве, посвятившей себя Богу»[1];
- «О лжепророках и учителях».

Кроме того, в рукописи известны его сочинения «О исходе души» и «О литургии».
Перевод отрывка:
- Памятники византийской литературы IV—IX веков. / Отв. ред. Л. А. Фрейберг. — М.: Наука. 1968. — С. 215—216.